# Ludmila Catlabuga
Ludmila Catlabuga (n. 10 iulie 1985) este o agronomă și contabilă din Republica Moldova, din noiembrie 2024 ministra Agriculturii și Industriei Alimentare a Republicii Moldova.

## Studii
A absolvit studiile de licență la Academia de Studii Economice a Moldovei, specialitatea contabilitate și audit. Face masterat în management în agrobusiness la Universitatea Tehnică a Moldovei.

## Activitate profesională
Primul loc de muncă a fost în funcția de contabilă. La 14 aprilie 2015 a fondat un SRL specializat în creșterea bovinelor de lapte. În 2017 s-a numărat printre fondatorii Asociației Fermierilor Producători. Tot atunci, a fondat o campanie de consultanță pentru afaceri și management.

## Activitate politică
La 19 noiembrie 2024, Ludmila Catlabuga a fost învestită în funcția de ministra Agriculturii și Industriei Alimentare a Republicii Moldova, înlocuindu-l pe Vladimir Bolea.

## Viață personală
Ludmila Catlabuga este căsătorită. Soțul ei este șeful Inspectoratului Național de Investigații din cadrul Inspectoratului General al Poliției.